# Almanach Historyczny
Almanach Historyczny – czasopismo naukowe wydawane przez Instytut Historii Uniwersytetu Humanistyczno-Przyrodniczego Jana Kochanowskiego w Kielcach. Od 1976 to 1999 nosiło nazwę Kieleckie Studia Historyczne.